# 科特布斯区
科特布斯区（德語：Bezirk Cottbus）是德意志民主共和国的一个区（Bezirk），行政中心为科特布斯。

## 历史
该区与其他东德的十三个区成立于1952年7月25日，替代了德国传统上的联邦州行政区划。1990年10月3日两德统一后，除霍耶斯韦达外，该区成为了勃兰登堡的一部分。

## 下分区划
该区下分15个县（Kreise）：计1个城市县（Stadtkreise）、14个乡村县（Landkreise）。
- 城市县：科特布斯
- 乡村县：Bad Liebenwerda、Calau、Cottbus-Land、Finsterwalde、Forst、Guben、Herzberg、Hoyerswerda、Jessen、Luckau、Lübben、Senftenberg、Spremberg、Weißwasser